# Hellraiser: Bloodline
Pour les articles homonymes, voir Bloodline.
Série Hellraiser
Hellraiser 3
(1992) Inferno
(2000)
Pour plus de détails, voir Fiche technique et Distribution.
Hellraiser: Bloodline, ou Hellraiser : L'Apogée au Québec, est un film américain réalisé par Kevin Yagher et Joe Chappelle sous le pseudonyme d'Alan Smithee, sorti en 1996, c'est le quatrième film de la saga Hellraiser.
Le film débute au XXIIe siècle. Paul Merchant, un scientifique, s'apprête à enfermer un démon dans une station spatiale. Il est stoppé par des militaires à qui il doit raconter l'histoire de la malédiction de sa lignée. Elle commence au XVIIIe siècle quand un fabricant de jouets nommé Lemarchant crée une boîte à puzzle pour le Duc de L'Isle. Ce duc, sataniste, fait de cette boîte un passage vers l'enfer et en fait sortir Angélique. Au XXe siècle Angélique devra affronter Pinhead, le nouveau maître des Enfers.

## Synopsis
Le film commence à la station spatiale Minos en l'an 2127. Paul Merchant, l'homme qui a construit la station, utilise un robot à distance pour résoudre l'énigme de la boîte de puzzle. Le robot est détruit et convoque les cénobites. Cependant, plusieurs gardes menés par Rimmer capturent Paul. Il dit à Rimmer qu'il a un plan pour emprisonner et brûler les cénobites dans un brasier de lumière, la station étant construite dans ce but précis. Il raconte ensuite l'histoire de sa lignée à Rimmer.
Il y a environ 400 ans, Philippe Lemarchant, un fabricant de jouets français, crée une boîte-puzzle pour un riche aristocrate, le Duc de L'Isle, qui est obsédé par les sciences occultes et qui est un grand prêtre de la magie noire. Lui et son disciple, Jacques, tuent une femme, l'écorchent et suspendent sa peau avec des chaînes. De L'Isle pratique un rituel qui transforme la boîte en une machine capable d'ouvrir les portes de l'enfer. Une princesse démoniaque est convoquée et se sert de la peau suspendue comme enveloppe charnelle. De L'Isle nomme cette démone Angélique. Cependant, Angélique et Jacques trahissent et tuent de L'Isle. Philippe, après avoir dessiné le plan d'une invention (la Clarté Absolue) capable de détruire les démons, tente de voler la boîte, mais est découvert. Jacques informe froidement le fabricant de jouets que lui et sa lignée seront maudits jusqu'à la fin des temps à cause la boîte qu'il a créée, avant d'appeler Angélique pour le tuer. Cependant, son épouse survit et veille sur ses dernières recommandations. Des copies de la boîte sont créées par Angélique. Malgré ces copies, elle voulait également créer une boîte capable d'ouvrir indéfiniment les portes de l'enfer.
Près de 200 ans plus tard, John Merchant a construit le bâtiment édifié, comme l'y attendait le destin, sur la boîte. Lorsqu'Angélique s'est rendu compte que la lignée de Lemerchant a survécu, elle informe Jacques qu'elle souhaite aller en Amérique. Cependant, Jacques refuse et Angélique le tue pour « avoir voulu contrer l'enfer ». Angélique tente alors de séduire John. Elle trouve une boîte dans un pilier de ciment au sous-sol et convoque Pinhead.
Pinhead veut faire utiliser à John la pièce au sous-sol pour concevoir la version définitive de la boîte, qui fournira un meilleur passage entre l'enfer et la Terre. Pinhead dit à Angélique que la meilleure façon de manipuler John est de menacer son enfant, Jack. Voulant se débarrasser de Pinhead, Angélique demande à John d'activer la Clarté Absolue, mais elle ne fonctionne pas faute de moyens réalisables. Pinhead décapite John. L'épouse de John, Bobbi, parvient à activer la boîte, qui renvoie Pinhead, Angélique et un chien cénobite en enfer.
De retour en 2127, les gardes sont rapidement tués par les cénobites libérés. Rimmer échappe aux cénobites. Paul distrait Pinhead avec un hologramme, tandis qu'il monte dans la navette avec Rimmer. Paul active à distance une série de projecteurs de lasers surpuissants autour de la station. Un mouvement perpétuel de lumière se produit et la station se replie pour créer une boîte énorme. La lumière est piégée à l'intérieur et se réfléchit jusqu'à faire naître la Clarté Absolue, pulvérisant la boîte, Pinhead et les cénobites.

## Fiche technique
- Titre : Hellraiser:  Bloodline
- Réalisation : Alan Smithee (alias Kevin Yagher et Joe Chappelle)
- Scénario : Peter Atkins
- Décors : Ivo Cristante
- Costumes : Dayna Cussler et Eileen Kennedy
- Photographie : Gerry Lively
- Montage : Randy Bricker, Rod Dean et Jim Prior
- Musique : Daniel Licht
- Production : Clive Barker, Anna C. Miller, Paul Rich et Nancy Rae Stone
- Sociétés de production : Dimension Films et Miramax Films
- Budget : 4 millions de dollars (2,93 millions d'euros)
- Pays de production : États-Unis
- Format : Couleurs - 35 mm - 1,85:1 - son Dolby
- Genre : Horreur, fantastique et science-fiction
- Durée : 86 minutes
- Dates de sortie : 
  - États-Unis : 8 mars 1996
  - France : 4 juin 1997
- Classification : interdit aux moins de 12 ans lors de sa sortie en France

## Distribution
- Bruce Ramsay (VF : Bernard Gabay) : Phillippe Lemarchand / John Merchant / Dr Paul Merchant
- Valentina Vargas (VF : Céline Monsarrat) : Angélique
- Doug Bradley (VF : Patrick Messe) : Pinhead
- Charlotte Chatton : Geneviève LeMarchand
- Adam Scott (VF : Bruno Choël) : Jacques
- Kim Myers : Bobbi Merchant
- Mickey Cottrell (VF : Jean Piat) : Duc de L'Isle
- Louis Turenne : Auguste
- Courtland Mead : Jack Merchant
- Louis Mustillo : Sharpe
- Jody St. Michael : la bête
- Paul Perri : Edwards
- Pat Skipper : Carducci
- Christine Harnos : Rimmer
- Wren T. Brown : Parker
- Michael et Mark Polish : les jumeaux cénobites

## Autour du film
- La réalisation du film a tout d'abord été proposée aux cinéastes Guillermo del Toro et Stuart Gordon[1].
- Hellraiser: Bloodline est le dernier film de la saga à avoir été distribué en salles.
- Sous le pseudonyme d'Alan Smithee se cachent en fait deux réalisateurs : Kevin Yagher et Joe Chappelle. Tous deux, insatisfaits du résultat final, ne voulurent pas que leurs noms soient liés au film[1].
- Une réplique de Pinhead est utilisée en tant que sample dans l'album The Necrotic Manifesto du groupe Aborted, à la fin de la première piste de l'album intitulée Six Feet of Foreplay. La réplique fait entendre le texte suivant : "Pain has a face. Allow me to show it to you, gentlemen. I am pain."

## Distinctions

### Récompenses
- Fantafestival 1996 : Meilleur acteur pour Doug Bradley

### Nominations
- Fantasporto 1997 : Meilleur film